# Ropica varicolor
Ropica varicolor là một loài bọ cánh cứng trong họ Cerambycidae.